# Caloptilia aceris
Caloptilia aceris là một loài bướm đêm thuộc họ Gracillariidae. Nó được tìm thấy ở Trung Quốc, Nhật Bản (Honshū, Hokkaidō), Hàn Quốc và vùng Viễn Đông Nga.
Sải cánh dài 9.5–12 mm.
Ấu trùng ăn Acer miyabei, Acer mono, Acer palmatum và Acer saccharum. Chúng có thể ăn lá nơi chúng làm tổ.